# Centre de Cultura Contemporània de Barcelona
Het Centre de Cultura Contemporània de Barcelona (CCCB) of wel het Centrum voor hedendaagse cultuur van Barcelona gelegen in de wijk El Raval is een museum en kunstencentrum. Het centrale thema is “de stad en stadscultuur”. De expositie toont werk (foto’s, schilderijen, beelden) uit de hele wereld.

## Het gebouw
In het gebouw zijn meerdere expositieruimtes, congreszalen, bibliotheken en theaterzalen. Daarnaast bevindt zich er een filmarchief genaamd XCèntric dat experimentele films en documentaires bevat. Het complex, dat sinds 1994 in gebruik is, is gedeeltelijk gevestigd in het voormalige Casa de Caritat, een armenhuis uit 1802 dat tot 1957 dienstdeed. Helio Piñón en Albert Viaplana kregen in 1993 een cultuurprijs voor de renovatie van dit oude gebouw. De nieuwe vleugel heeft een gevel in glas die overhelt en via een spiegel een panorama van de stad geeft.
In de buurt van het CCCB staan de kloosters van het vroegere Hospital de la Caritat. Het theater van deze kloosters in 1912 door architect Josep Goday i Casals gebouwd werd in de lente van 2011 met het CCCB ondergronds verbonden. Het theater bestaat uit twee zalen; Sala Teatre en Sala Raval.